# Derrick Oduro
 Derrick Oduro est né le 23 février 1958, est un homme politique ghanéen qui est également un militaire à la retraite de l' armée ghanéenne et a le grade de major. Il est membre du Nouveau Parti Patriotique et vice-ministre de la Défense au Ghana,,,,. Il est également député de la circonscription de Nkoranza nord dans la région de Brong Ahafo, aujourd'hui région de Bono Est.

## Jeunesse et éducation
Oduro est originaire de Dromankese, dans la région de Brong Ahafo, aujourd'hui région de Bono (en) Est au Ghana. Il est titulaire d'une maîtrise en gouvernance et leadership de l'Institut ghanéen de gestion et d'administration publique (GIMPA). Il est également titulaire d'un diplôme en finances publiques de l'Institute of Accountancy Training et d'un certificat de l'Université de Cranfield.

## Carrière et politique
Oduro a commencé sa carrière en tant que boursier à l'Akosas Business College de 1977 à 1979. Après quoi, il a été enrôlé dans l'armée de 1979 à 2005. Il a pris sa retraite de l'armée et est devenu membre président de l'Assemblée du district de Nkoranza de 2005 à 2007. En 2007, sous la bannière du Nouveau Parti Patriotique, Derrick Oduro a battu ses adversaires d'autres partis politiques pour représenter la circonscription de Nkoranza Nord et a représenté sa circonscription à ce jour.
Il s'est présenté aux élections générales ghanéennes de 2020 sur la liste du Nouveau Parti patriotique et a perdu face à Joseph Kwasi Mensah du Congrès national démocratique. Joseph Mensah a obtenu 15 124 des suffrages valables exprimés tandis qu'Oduro a recueilli 10 978 voix.

## Vie personnelle
Derrick Oduro est marié, père de six enfants et est un adventiste du septième jour pratiquant,.

## Comités
Il fait partie du Comité Genre et Enfants, du Comité des Affaires et également du Comité Jeunesse, Sports et Culture.